# Polygala kalahariensis
Polygala kalahariensis är en jungfrulinsväxtart som beskrevs av Schinz. Polygala kalahariensis ingår i släktet jungfrulinssläktet, och familjen jungfrulinsväxter. Inga underarter finns listade i Catalogue of Life.